# Đại bộ Thú phương Bắc
Boreoeutheria (đồng nghĩa Boreotheria) (từ tiếng Hy Lạp: βόρειο nghĩa là phương Bắc và θεριό nghĩa là thú) là một nhánh hay một đại bộ (magnordo) thú có nhau thai, bao gồm hai đơn vị phân loại có quan hệ chị-em là Laurasiatheria và Euarchontoglires (Supraprimates). Hiện nay nó được hỗ trợ khá tốt như là một nhóm đơn ngành bởi các phân tích dữ liệu trình tự DNA cũng như bởi các dữ liệu về sự có mặt hay thiếu vắng retrotransposon.
Phần lớn các thành viên đực của nhánh này đều chia sẻ nét đặc biệt của tinh hoàn ngoài, ngoại trừ các loài tê giác và cá voi.
Các hóa thạch đã biết sớm nhất thuộc về nhóm này có niên đại tới khoảng 65 triệu năm trước, ngay sau khi xảy ra sự kiện tuyệt chủng kỷ Creta-Paleogen, mặc dù các dữ liệu phân tử gợi ý rằng chúng có thể đã xuất hiện sớm hơn, từ trong kỷ Creta

## Phân loại
Lớp Mammalia
- Đại bộ Boreoeutheria
  - Siêu bộ Euarchontoglires (Supraprimates)
    - Nhánh Euarchonta
      - Bộ Scandentia: đồi, nhen (Đông Nam Á)
      - Nhánh Primatomorpha
        - Bộ Dermoptera: cầy bay (Đông Nam Á)
        - Bộ Primates: linh trưởng như vượn cáo, khỉ, vượn, đười ươi, tinh tinh, người (toàn cầu)

    - Nhánh Glires
      - Bộ Lagomorpha: thỏ (các châu Á, Âu, Phi, Mỹ)
      - Bộ Rodentia: động vật gặm nhấm như chuột, sóc, nhím lông, chuột lang (toàn cầu)

  - Siêu bộ Laurasiatheria
    - Bộ Erinaceomorpha: nhím gai và chuột voi (các châu Á, Âu, Phi. Tuyệt chủng tại Bắc Mỹ)
    - Bộ Soricomorpha: chuột chù, chuột chũi (các châu Á, Âu, Phi, Bắc Mỹ và miền bắc Nam Mỹ)
    - Bộ Cetacea: cá voi, cá heo, cá nhà táng (mọi đại dương)
    - Bộ Artiodactyla: động vật guốc chẵn như lợn, hà mã, lạc đà, hươu, nai, hươu cao cổ, linh dương, trâu, bò, dê, cừu (toàn cầu)
    - Bộ Chiroptera: dơi (toàn cầu)
    - Nhánh Zooamata
      - Bộ Perissodactyla: động vật guốc lẻ, như ngựa, lừa, ngựa vằn, tê giác, heo vòi (toàn cầu)
      - Nhánh Ferae
        - Bộ Pholidota: tê tê (châu Phi, Nam và Đông Nam Á)
        - Bộ Carnivora: hổ, báo, chó, mèo, sư tử, cáo, chồn, cầy, hải cẩu (toàn cầu)

|               | Afrotheria                                                          |
|               |                                                                     |
| Boreoeutheria | \| \| Laurasiatheria \| \| \| \| \| \| Euarchontoglires \| \| \| \| |
|               | \| \| Laurasiatheria \| \| \| \| \| \| Euarchontoglires \| \| \| \| |
|               | Laurasiatheria                                                      |
|               |                                                                     |
|               | Euarchontoglires                                                    |
|               |                                                                     |

|  | Laurasiatheria   |
|  |                  |
|  | Euarchontoglires |
|  |                  |

|               | Afrotheria                                                          |
|               |                                                                     |
| Boreoeutheria | \| \| Laurasiatheria \| \| \| \| \| \| Euarchontoglires \| \| \| \| |
|               | \| \| Laurasiatheria \| \| \| \| \| \| Euarchontoglires \| \| \| \| |
|               | Laurasiatheria                                                      |
|               |                                                                     |
|               | Euarchontoglires                                                    |
|               |                                                                     |

|  | Laurasiatheria   |
|  |                  |
|  | Euarchontoglires |
|  |                  |

## Hình ảnh

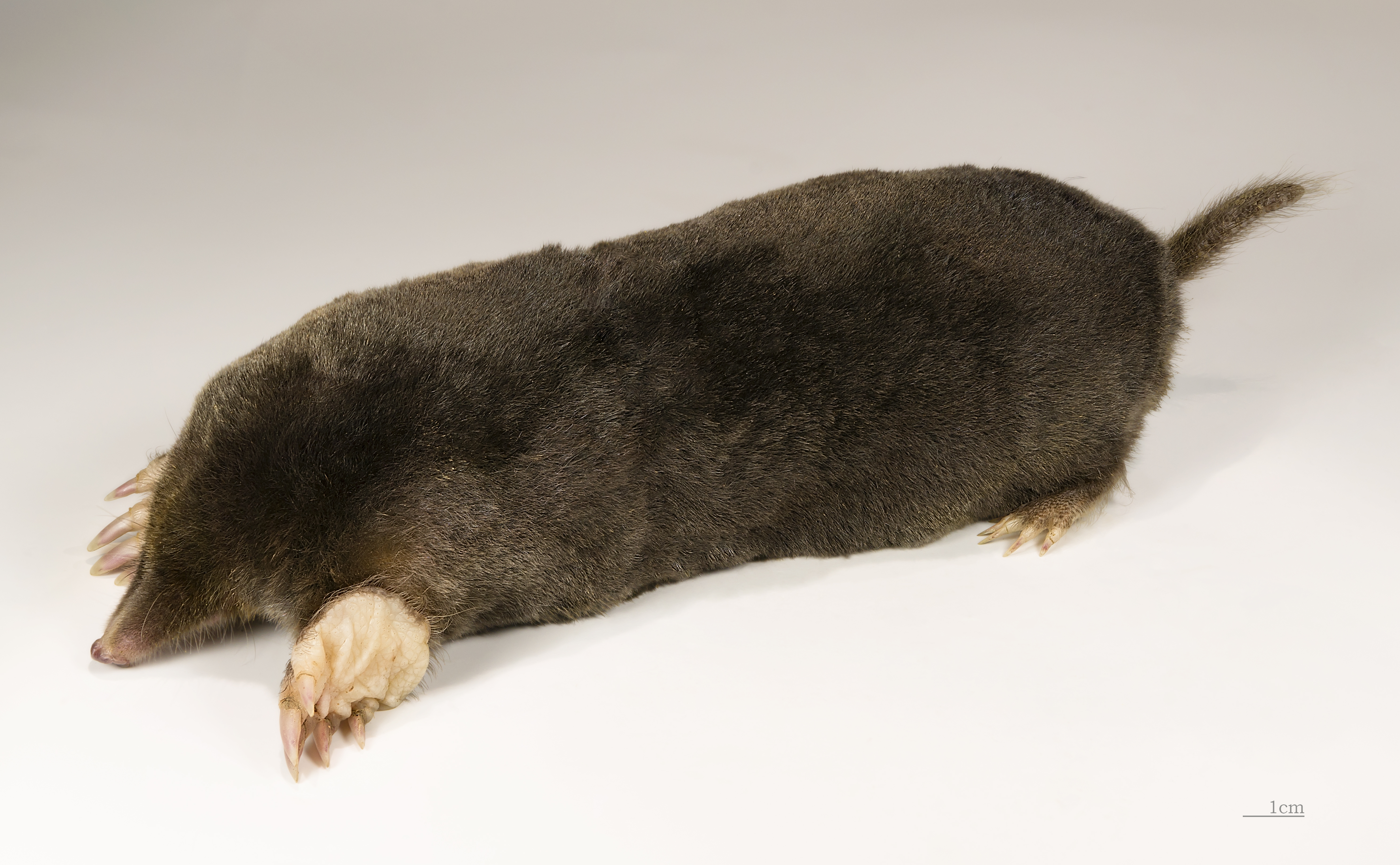
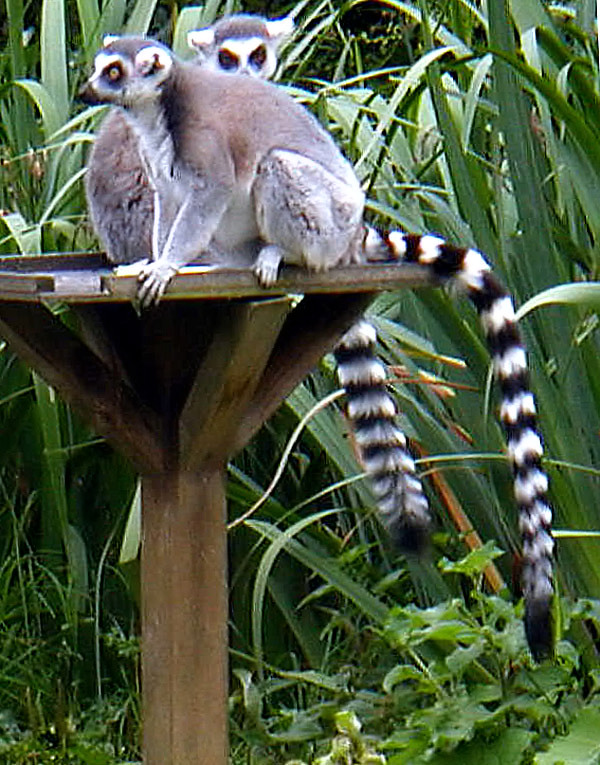
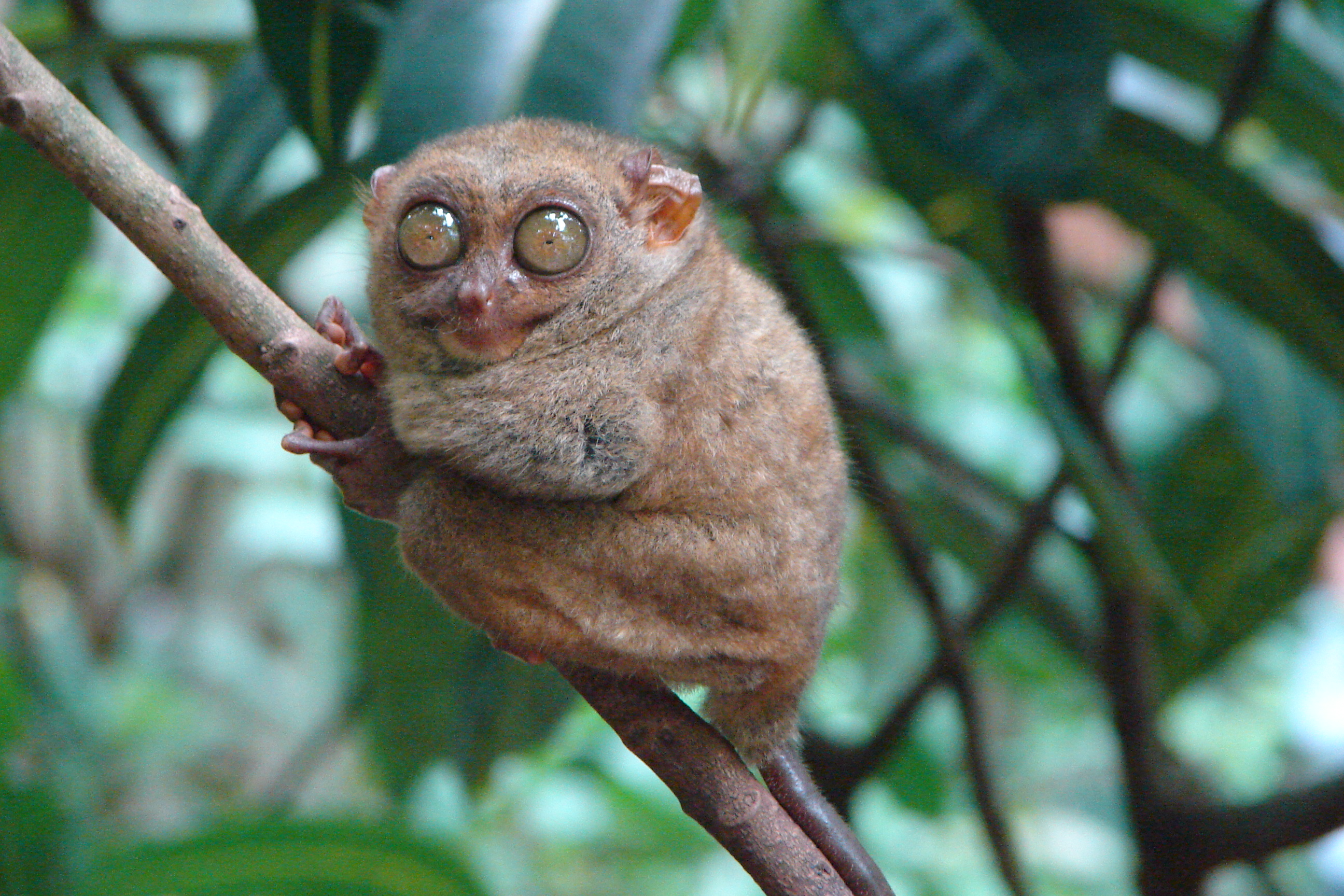
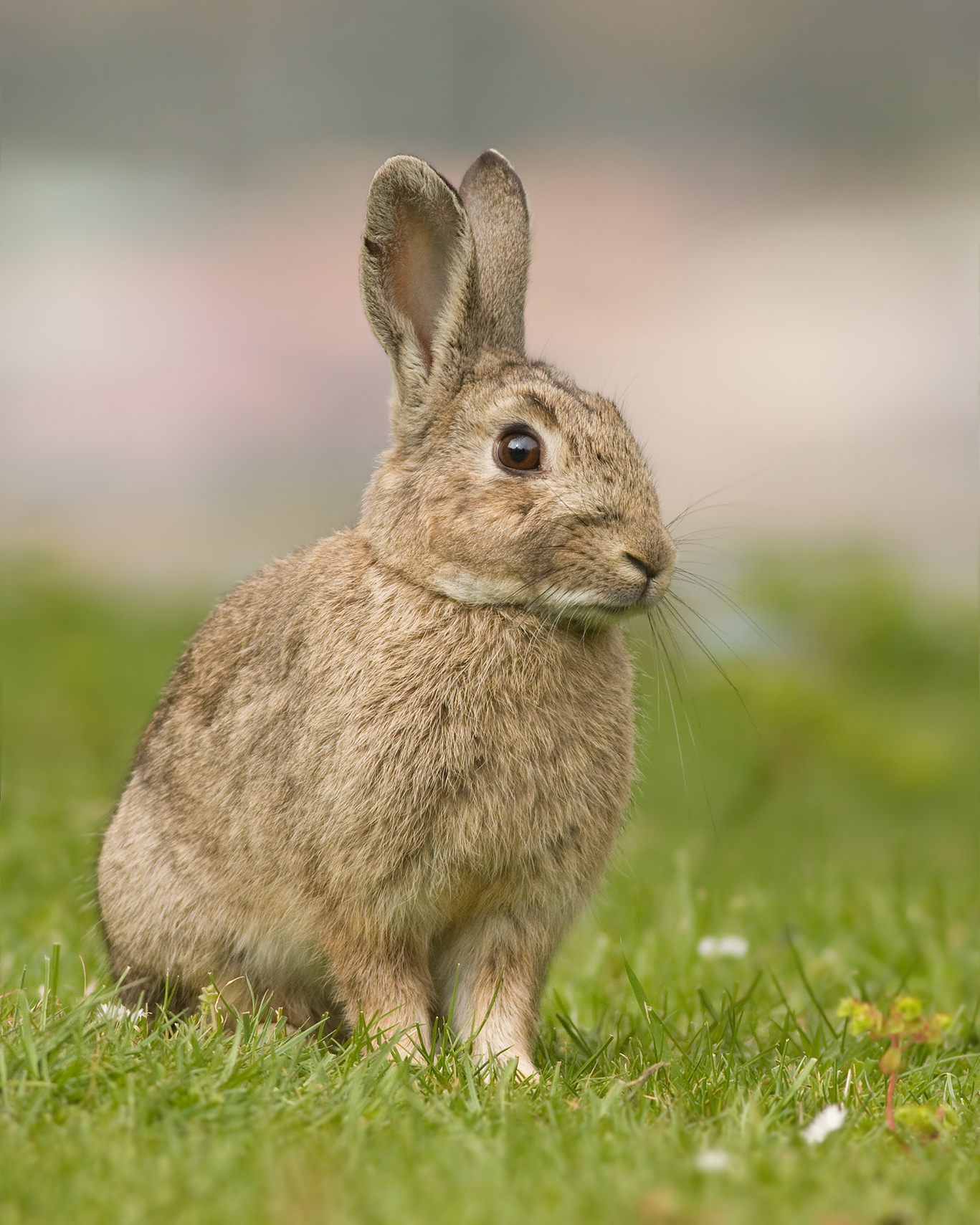